# Vatín
Vatín (in tedesco Wattin) è un comune ceco situato nel distretto di Žďár nad Sázavou, nella regione di Vysočina.